# El Kerma
Pour les articles homonymes, voir Aïn Kerma et Kerma (homonymie).
El Kerma (anciennement Camp du Figuier puis Valmy) est une commune de la wilaya d'Oran en Algérie, située dans la banlieue Sud d'Oran.

## Géographie

### Situation
| Es Senia                           | Sidi Chami | Sidi Chami  |
| Misserghin (Grande Sebkha)         | El Kerma   | El Braya    |
| Tamzoura (Wilaya d'Aïn Témouchent) | Tafraoui   | Oued Tlelat |

## Toponymie
L'origine du nom est probablement le mot arabe algérien « karmous » « kermous » (figuier), Le Figuier.

## Histoire
C'est au lieu-dit Le Figuier, ou Camp du Figuier, lieu de nombreuses escarmouches aux environs d'Oran dans les années ayant suivi la prise d'Alger, qu'est fondé le village-centre de Valmy, initialement formé de 52 feux et disposant d'un territoire de 500 ha.